# Copa América de Futsal
La Copa América de Futsal, llamada oficialmente CONMEBOL Copa América de Futsal es la competición internacional de selecciones sudamericanas de la disciplina, se realiza desde 1992 cuando la Conmebol organizó el primer certamen bajo el reglamento de la FIFA.

## Historia
Entre 1964 y 1989 fue organizado por la FIFUSA y se denominaba Sudamericano además era clasificatorio para el Mundial de la FIFUSA.
En 1992 la Conmebol organizó su primer Sudamericano en Aracaju bajo el nombre de Campeonato Conmebol de Futsal (FIFA), en ese torneo solo participaron 4 equipos nacionales (Brasil, Argentina, Paraguay y Ecuador) y se utilizó como clasificatorio al Mundial al igual que los torneos de 1996 y 2000 que se denominaron con igual nombre. 
Los demás torneos disputados entre 1995 y 1999 fueron disputados en Brasil y se denominaron Taça América de Futsal FIFA. El dominio fue siempre de la Selección local aunque esos torneos solo eran de competencia sin clasificación previa a ningún certamen.
A partir de la edición de 2003 se empezó a denominar Copa América de Fútbol Sala, y se empezó a rotar la sede del torneo, igual que se hace con la Copa América. Las dos primeras ediciones fueron clasificatorias a la Copa Mundial. Sin embargo la Conmebol creó en 2012 las Eliminatorias Sudamericanas de Futsal, que se repitieron en 2016 y 2020. A partir de 2024, la Copa América se utilizará nuevamente para determinar la clasificación a la Copa Mundial.

## Resultados
| Año                                        | Sede      | Campeón   | Final Resultado | Subcampeón | Tercer lugar | Resultado | Cuarto lugar |
| ------------------------------------------ | --------- | --------- | --------------- | ---------- | ------------ | --------- | ------------ |
| Campeonato Conmebol de Futsal/Taça América |           |           |                 |            |              |           |              |
| 1992                                       | Brasil    | Brasil    | Lig.            | Argentina  | Paraguay     | Lig.      | Ecuador      |
| 1995                                       | Brasil    | Brasil    | Lig.            | Argentina  | Uruguay      | Lig.      | Paraguay     |
| 1996                                       | Brasil    | Brasil    | 8–1             | Uruguay    | Argentina    | 2–1       | Paraguay     |
| 1997                                       | Brasil    | Brasil    | 6–0             | Argentina  | Paraguay     | Lig.      | Uruguay      |
| 1998                                       | Brasil    | Brasil    | 9–1             | Paraguay   | Uruguay      | Lig.      | Argentina    |
| 1999                                       | Brasil    | Brasil    | 9–4             | Paraguay   | Argentina    | Lig.      | Uruguay      |
| 2000                                       | Brasil    | Brasil    | 6–0             | Argentina  | Uruguay      | 4–2       | Bolivia      |
| Copa América de Futsal                     |           |           |                 |            |              |           |              |
| 2003                                       | Paraguay  | Argentina | Lig.            | Brasil     | Paraguay     | Lig.      | Uruguay      |
| 2008                                       | Uruguay   | Brasil    | 6–2             | Uruguay    | Argentina    | 3–2       | Paraguay     |
| 2011                                       | Argentina | Brasil    | 5–1             | Argentina  | Paraguay     | 3–1       | Colombia     |
| 2015                                       | Ecuador   | Argentina | 4–1             | Paraguay   | Brasil       | 5–1       | Colombia     |
| 2017                                       | Argentina | Brasil    | 4–2             | Argentina  | Paraguay     | 4–3       | Uruguay      |
| 2022                                       | Paraguay  | Argentina | 1–0             | Paraguay   | Brasil       | 3–0       | Colombia     |
| 2024                                       | Paraguay  | Brasil    | 2–0             | Argentina  | Venezuela    | 4–1       | Paraguay     |

## Palmarés
En cursiva, se indica el torneo en que el equipo fue local.
| Equipo    | Campeón                                                               | Subcampeón                                   | Tercer puesto                    | Cuarto puesto              |
| --------- | --------------------------------------------------------------------- | -------------------------------------------- | -------------------------------- | -------------------------- |
| Brasil    | 11 (1992, 1995, 1996, 1997, 1998, 1999, 2000, 2008, 2011, 2017, 2024) | 1 (2003)                                     | 2 (2015, 2022)                   |                            |
| Argentina | 3 (2003, 2015, 2022)                                                  | 7 (1992, 1995, 1997, 2000, 2011, 2017, 2024) | 3 (1996, 1999, 2008)             | 1 (1998)                   |
| Paraguay  |                                                                       | 4 (1998, 1999, 2015, 2022)                   | 5 (1992, 1997, 2003, 2011, 2017) | 4 (1995, 1996, 2008, 2024) |
| Uruguay   |                                                                       | 2 (1996, 2008)                               | 3 (1995, 1998, 2000)             | 4 (1997, 1999, 2003, 2017) |
| Venezuela |                                                                       |                                              | 1 (2024)                         |                            |
| Colombia  |                                                                       |                                              |                                  | 3 (2011, 2015, 2022)       |
| Ecuador   |                                                                       |                                              |                                  | 1 (1992)                   |
| Bolivia   |                                                                       |                                              |                                  | 1 (2000)                   |

## Tabla estadística
Actualizado hasta el 10 de febrero de 2024, teniendo en cuenta los torneos desde 2003 en adelante
.
| Selección | PJ | PG | PE | PP | GF  | GC  | DIF | PTS |
| --------- | -- | -- | -- | -- | --- | --- | --- | --- |
| Brasil    | 38 | 33 | 4  | 1  | 208 | 47  | 161 | 103 |
| Argentina | 38 | 25 | 7  | 6  | 125 | 64  | 61  | 82  |
| Paraguay  | 40 | 23 | 7  | 10 | 149 | 88  | 61  | 76  |
| Colombia  | 33 | 16 | 3  | 14 | 83  | 79  | 4   | 51  |
| Uruguay   | 34 | 13 | 6  | 15 | 91  | 96  | -5  | 45  |
| Venezuela | 27 | 10 | 3  | 14 | 56  | 77  | -21 | 33  |
| Perú      | 27 | 8  | 2  | 17 | 65  | 108 | -43 | 26  |
| Ecuador   | 24 | 3  | 5  | 16 | 46  | 97  | -51 | 14  |
| Chile     | 29 | 4  | 2  | 23 | 50  | 147 | -97 | 11  |
| Bolivia   | 23 | 2  | 3  | 18 | 29  | 88  | -59 | 9   |

## Desempeño
| Team      | 1992 | 1995 | 1996 | 1997 | 1998 | 1999 | 2000 | 2003 | 2008 | 2011 | 2015 | 2017 | 2022 | 2024 | Years |
| --------- | ---- | ---- | ---- | ---- | ---- | ---- | ---- | ---- | ---- | ---- | ---- | ---- | ---- | ---- | ----- |
| Argentina | 2º   | 2º   | 3º   | 2º   | 4º   | 3º   | 2º   | 1º   | 3º   | 2º   | 1º   | 2º   | 1º   | 2º   | 14    |
| Bolivia   | ×    | ×    | ×    | ×    | ×    | ×    | 4º   | GS   | 8º   | GS   | ×    | 7º   | 8º   | 9º   | 7     |
| Brasil    | 1º   | 1º   | 1º   | 1º   | 1º   | 1º   | 1º   | 2º   | 1º   | 1º   | 3º   | 1º   | 3º   | 1º   | 14    |
| Chile     | ×    | ×    | GS   | ×    | ×    | ×    | GS   | GS   | 10º  | GS   | 5º   | 10º  | 10º  | 6º   | 9     |
| Colombia  | ×    | ×    | ×    | ×    | ×    | ×    | ×    | GS   | 5º   | 4º   | 4º   | 5º   | 4º   | 8º   | 7     |
| Ecuador   | 4º   | ×    | ×    | ×    | ×    | ×    | GS   | GS   | 6º   | ×    | 9º   | 8º   | 7º   | 10º  | 8     |
| Paraguay  | 3º   | 4º   | 4º   | 3º   | 2º   | 2º   | GS   | 3º   | 4º   | 3º   | 2º   | 3º   | 2º   | 4º   | 14    |
| Perú      | ×    | ×    | ×    | ×    | ×    | ×    | GS   | GS   | 7º   | GS   | 8º   | 9º   | 9º   | 7º   | 8     |
| Uruguay   | ×    | 3º   | 2º   | 4º   | 3º   | 4º   | 3º   | 4º   | 2º   | GS   | 6º   | 4º   | 5º   | 5º   | 13    |
| Venezuela | ×    | ×    | GS   | ×    | ×    | ×    | GS   | GS   | 9º   | GS   | 7º   | 6º   | 6º   | 3º   | 9     |
| Total     | 4    | 4    | 6    | 4    | 4    | 4    | 9    | 10   | 10   | 9    | 9    | 10   | 10   | 10   |       |

### Simbología
| - 1º – Campeón - 2º – Finalista - 3º – 3º Lugar - 4º – 4º Lugar | - 5º-10º – Quinto al Décimo lugar - GS – Fase de grupos - × – No participó - – Anfitrión |

## Desempeño en mundiales
| Team      | 1989 | 1992 | 1996 | 2000 | 2004 | 2008 | 2012 | 2016 | 2021 | 2024 | Total |
| --------- | ---- | ---- | ---- | ---- | ---- | ---- | ---- | ---- | ---- | ---- | ----- |
| Argentina | R2   | R2   | R1   | R2   | 4º   | R2   | QF   | 1º   | 2º   | 2º   | 10    |
| Brasil    | 1º   | 1º   | 1º   | 2º   | 3º   | 1º   | 1º   | R2   | 3º   | 1º   | 10    |
| Colombia  |      |      |      |      |      |      | 4º   | R2   |      |      | 2     |
| Paraguay  | R2   | R1   |      |      | R1   | R2   | R2   | QF   | R2   | QF   | 8     |
| Uruguay   |      |      | R2   | R1   |      | R1   |      |      |      |      | 3     |
| Venezuela |      |      |      |      |      |      |      |      | R2   | QF   | 2     |

### Simbología
| - 1º – Campeón - 2º – Finalista - 3º – 3º Lugar - 4º – 4º Lugar - QF – Cuartos de final | - R2 — Segunda ronda - R1 — Primera ronda - — Anfitrión - q — Clasificado |